# Aloidendron
Aloidendron ist eine Pflanzengattung aus der Unterfamilie der Affodillgewächse (Asphodeloideae).

## Beschreibung

### Vegetative Merkmale

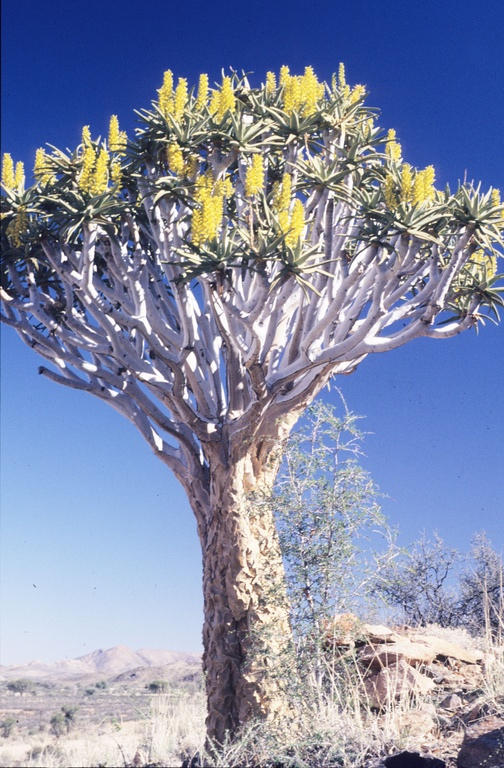
Aloidendron dichotomum

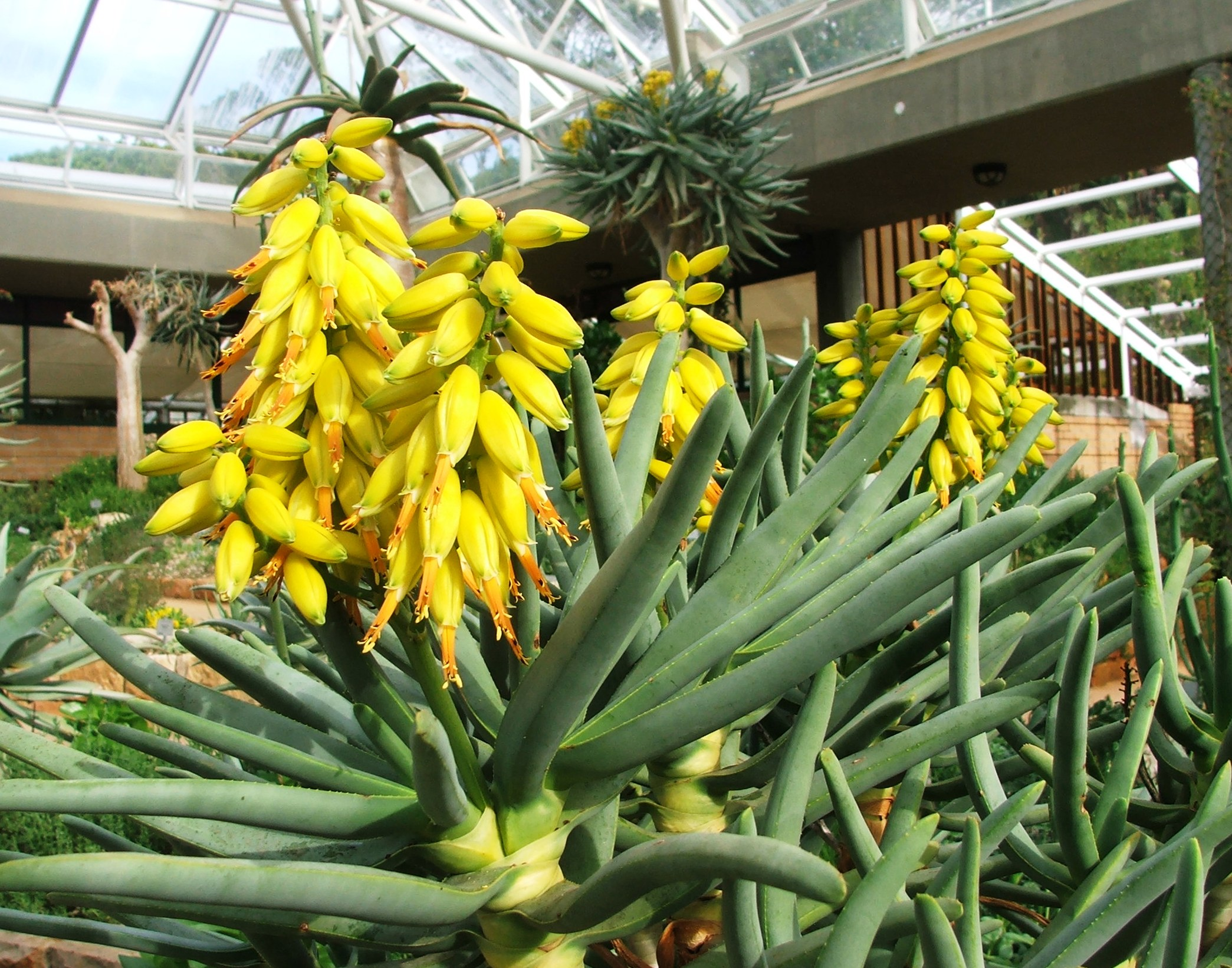
Aloidendron ramosissimum

Die Arten der Gattung Aloidendron sind strauchige bis baumförmige, etwas holzige bis holzige, dichotom verzweigte, ausdauernde, blattsukkulente Pflanzen. Die Rinde ist glatt bis länglich rissig. Die rosettenförmig angeordneten, schmal lanzettlichen bis schwertförmigen Laubblätter sind aufrecht ausgebreitet bis zurückgebogen. Die Blattoberfläche ist nicht gefleckt. Der Blattrand ist winzig gezähnt, die Blattspitze verjüngt. Der Blattsaft ist nicht oder nur wenig vorhanden und ist dann wässrig, blassgelb und nicht streng riechend. 

### Blütenstände und Blüten
Der verzweigte Blütenstand ist eine Rispe mit zylindrischen, dichten bis ziemlich lockeren Trauben. Die Blütenstiele sind nicht gegliedert. Die Blüten sind zylindrisch bis zylindrisch-bauchig. Ihre gelben, orangefarbenen oder rosafarbenen bis roten Perigonblätter sind in der unteren Hälfte miteinander verwachsen oder fast frei. Die Staubblätter und der Griffel ragen lang aus der Blüte heraus und sind aufrecht. Die Staubfäden sind kahl.

### Früchte und Samen
Die Früchte sind lokulizide Kapseln. Sie enthalten zahlreiche Samen.

### Genetik
Die Chromosomenzahl beträgt {\displaystyle 2n=14}.

## Systematik und Verbreitung
Die Gattung Aloidendron ist in Somalia, Mosambik, Namibia, den südafrikanischen Provinzen KwaZulu-Natal und Nordkap sowie in Eswatini verbreitet. 
Die Typusart der Gattung ist Aloidendron barberae. Die Gattung Aloidendron umfasst folgende Arten in den Sektionen:
- Aloidendron sect. Aloidendron
  - Aloidendron barberae (Dyer) Klopper & Gideon F.Sm.
  - Aloidendron eminens (Reynolds & P.R.O.Bally) Klopper & Gideon F.Sm.
  - Aloidendron sabaeum (Schweinf.) Boatwr. & J.C.Manning[2]
  - Aloidendron tongaense (Van Jaarsv.) Klopper & Gideon F.Sm.

- Aloidendron sect. Dracoaloe (A.Berger) Boatwr. & J.C.Manning
  - Aloidendron dichotomum (Masson) Klopper & Gideon F.Sm.
  - Aloidendron pillansii (L.Guthrie) Klopper & Gideon F.Sm.
  - Aloidendron ramosissimum (Pillans) Klopper & Gideon F.Sm.

## Nachweise